# Poppea spinifera
Poppea spinifera är en insektsart som beskrevs av Albino Morimasa Sakakibara 1972. Poppea spinifera ingår i släktet Poppea och familjen hornstritar. Inga underarter finns listade i Catalogue of Life.